# Dieter Nohlen
Dieter Nohlen (født 6. november 1939 i Oberhausen) er en tysk politolog. Han er professor emeritus i statskundskab på fakultetet for Økonomi og Samfundsvidenskab på Ruprecht-Karls-Universität Heidelberg.
Han har forsket meget i valgsystemer og statskundskab og har udgivet adskillige bøger om emnet.